# La Roche-Derrien
La Roche-Derrien foi uma antiga comuna francesa na região administrativa da Bretanha, no departamento Côtes-d'Armor. Estendia-se por uma área de 1,84 km². Em 2010 a comuna tinha 3 273 habitantes (densidade: 1 778,8 hab./km²).
Em 1 de janeiro de 2019, passou a formar parte da nova comuna de La Roche-Jaudy.